# Daksa
Daksa ist eine unbewohnte Insel in der Adria.

## Geografie
Sie liegt vor Dubrovnik.

## Geschichte

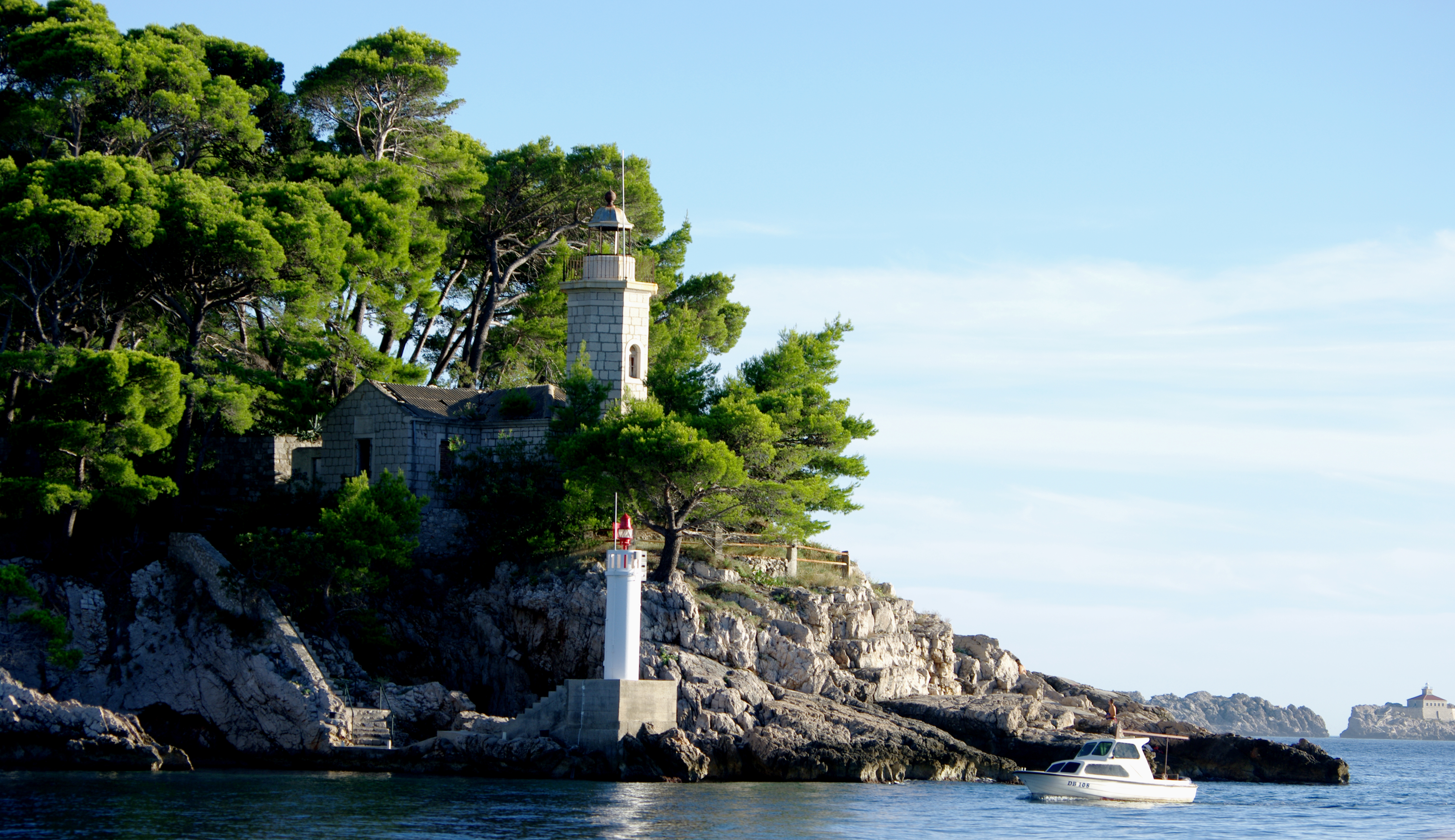
Leuchtturm am Nordwest-Kap der Insel

Daksa ist die kleinste Insel der Elaphiten-Gruppe in der Nähe von Dubrovnik. Die Fläche beträgt 5 ha, der höchste Punkt 24 m, am nordwestlichen Kap von Daksa befindet sich ein Leuchtturm. Seit Jahrhunderten ist es ein Treffpunkt für Ordensleute und Mönche aus ganz Europa, die in einem 1281 von Sabo Getaldic erbauten Kloster in Daksa lebten. Die Ruhe entsprach den Franziskanern, die hier lebten, bis 1806 die Armee Napoleons eintraf. Heute sind nur noch die Ruinen dieses Klosters erhalten. Neben dem Kloster befand sich die Kirche St. Sabin, ein vierstöckiger Turm, der als Festung und Glockenturm diente.
Massaker von Daksa ("Daksa 1944/45") bezeichnet das Massaker, das Partisanen im Oktober 1944 während des Zweiten Weltkriegs auf der Insel Daksa verübt haben.
Nachdem die Partisanentruppen in Dubrovnik einmarschiert waren, liquidierten die Partisanen 53 prominente Bürger, kroatische Zivilisten, auf der Insel Daksa ohne Gerichtsverfahren. Exhumierung und DNA-Analyse stellten die Identität von 18 Personen fest, während 35 unbekannt blieben, und auch die wahre Zahl der Opfer wurde ermittelt, da 35 Opfer bis zur Exhumierung sicher bekannt waren. Am 19. Juni 2010 wurden die Opfer von der Insel Daksa anständig begraben. Unter den Getöteten war auch der berühmte Priester Petar Perica.